# Adrian-Florin Dobre
Adrian-Florin Dobre (n. 31 ianuarie 1976, Sinaia, România) este un politician român, primar al municipiului Ploiești din partea PNL, în mandatul 2016–2020.